# À armes inégales
Ne doit pas être confondu avec À armes égales.
À armes inégales (titre original : By Heresies Distressed) est un roman de science-fiction de l'écrivain David Weber paru en 2009 aux États-Unis,. Il est le troisième livre de la série Sanctuaire.

## Résumé
L’amiral La Dent-de-Roche après avoir incendié un tiers de Ferayd conformément aux ordres de Cayleb, fait pendre seize prêtres de l’inquisition instigateurs du massacre des charisiens. Il a récupéré des dossiers prouvant l’implication de l’inquisition.
Les hommes d’affaires de la république de Siddarmark louent les navires et les équipages de Charis pour contourner les directives de l’Église concernant la fermeture des ports aux navires battant pavillon charisien.
Cayleb avec son armada arrive au royaume de Chisholm, la mère de Sharleyan se rend compte qu’il aime vraiment sa fille. Puis il se dirige vers le grand-duché de Zebediah dont le duc, bien que vassal du prince de Corisande, accepte son intégration dans l’empire de Charis.
A Sion, Trynair apprenant l’implication de l’inquisition dans les massacres de Ferayd invective Clyntahn. Ils parviennent cependant à se mettre d’accord et de faire une enquête qui démontrera que les prêtres locaux ont agi de leur propre initiative.
Les Templistes de Charis s’organisent avec l’aide financière de certaines personnalités du royaume. L’excommunication de Cayleb et de Maikel ainsi que l’interdit jeté sur Charis n’ont pas l’impact que le groupe des quatre souhaitait.
Les charisiens débarquent à Dairos, une ville de Corisande. Bien qu’inférieure en nombre l’infanterie de Cayleb, grâce à l’avance technique de ses armes, force les corisandins à la retraite. Cependant ces derniers les bloquent dans un col de montagne, passage obligé vers la capitale de Corisande.
Le groupe des quatre s’aperçoivent que la nouvelle flotte de galères ne sera pas de taille face aux galions de Charis. Ils décident de construire des galions et de copier les canons et armes des charisiens. Clyntahn apprend par un traitre l’existence du Cercle qui rassemble des preuves de la corruption de l’Église.
Hektor décide d’envoyer sa fille Irys et son fils cadet Daivyn accompagnés par le comte de Coris chez des parents en Delferahk. Malgré le blocus, leur navire quitte les eaux de Corisande.
Madame Dynnys remet à Maikel le discours du grand vicaire qui juge inévitable la guerre sainte. Elle lui révèle que Ahnzhelyk est sa cousine qui travaille pour le Cercle et qu’elle lui a envoyé plusieurs caisses de documents prouvent la corruption des vicaires.
Des commandos charisiens neutralisent les sites de guet sur la côte, permettant à Cayleb de débarquer des troupes derrière l’armée de Corisande. Piégée dans le col et malgré plusieurs tentatives de dégagement, elle se rend.
Merlin parvient juste à temps pour sauver la vie de Sharleyan alors qu’elle faisait un retraite spirituelle dans un monastère. Le complot impliquait son oncle et de Templistes. Il est forcé de se montrer et lui promet des explications ainsi qu’à Caseyeur, dernier survivant des gardes. De retour à la capitale, Sharleyan reçoit la visite de Merlin et Cayleb arrivés la nuit avec un glisseur en mode furtif. Sharleyan et Caseyeur parviennent à accepter la vérité sur l’Église et sur la vraie nature de Merlin. Merlin confie à Cayleb et à Sharleyan un communicateur afin qu’ils puisent rester en contact les uns avec les autres, elle en donnera un à Maikel. Nahrmahn a été mis au courant de la tentative d’assassinat sur Sharleyan et de la nature de Merlin.
Hektor, prêt à négocier sa reddition, est abattu avec son fils ainé par des hommes au service de Wainyn son intendant, sur l’instigation du grand inquisiteur. Cayleb impose des termes assez généreux sur la capitulation de Corisande. Il accepte de reconnaitre le jeune Daivyn comme prince légitime de Corisande si ce dernier jure allégeance à l’empire mais tant que Daivyn sera à l’étranger cela ne sera pas validé. Toute la noblesse corisandine devra jurer individuellement allégeance, les navires de guerre seront intégrés à la marine impériale, les unités militaires dissoutes, en échange Cayleb garantit la protection et les droits des sujets corisandins.
Les réformateurs du Cercle qui pendant des années ont essayé de lutter contre la corruption sont alarmés de la façon dont Clyntahn et Trynair exploitent l’assassinat de Hektor. Leur chef Wylsynn décide d’envoyer le plus grand nombre de leurs membres hors des Terres du Temple pour les mettre à l’abri. Il se réjouit d’avoir envoyé son jeune frère à Charis avec la Clé, arme de dernier recours qui ne peut être employée qu’une seule fois.